# James Chalmers (missionnaire)
Ne doit pas être confondu avec James Chalmers.
Pour les articles homonymes, voir Chalmers.
James Chalmers, né le 4 août 1841 à Ardrishaig et mort assassiné le 8 avril 1901 sur l'île Goaribari dans l'actuelle Papouasie-Nouvelle-Guinée, est un missionnaire, explorateur et écrivain écossais. 

## Biographie
Né dans le village d'Ardrishaig en Argyll, il est le fils unique d'un tailleur de pierre aberdonien. La famille s'installe à Inveraray quand il a sept ans. Il fréquente l'école locale puis le lycée. 
Il est ensuite employé par un cabinet d'avocat à Inveraray et, avant d'avoir 20 ans, décide de devenir missionnaire. En 1861, il rejoint la Glasgow City Mission en tant qu'évangéliste. Il y rencontre le missionnaire samoan, George Turner, qui lui suggère de postuler. Huit mois plus tard, la London Missionary Society l'envoie au Cheshunt College, près de Londres, pour poursuivre ses études. Bon élève, sans être brillant, il montre des capacités organisationnelles et se fait aussi remarquer pour son sens de l'humour. Le 17 octobre 1865, il épouse Jane Hercus et deux jours plus tard est ordonné au ministère chrétien. Bien qu'il espérait servir en Afrique, il est décidé qu'il se rendra à Rarotonga, une île du Pacifique Sud, dans les Îles Cook.
Le 4 janvier 1866, il embarque ainsi sur le navire missionnaire John Williams pour l'Australie, où il arrive en mai. Après un séjour de trois mois, il part pour les Nouvelles-Hébrides (aujourd'hui Vanuatu). Le navire heurte un rocher inexploré et doit retourner à Sydney pour être réparé. Il reprend finalement la mer mais fait de nouveau naufrage en janvier. Il arrive enfin à Rarotonga le 20 mai 1867.
Chalmers est d'abord déçu de constater que l'île est partiellement christianisée, mais il se rend vite compte qu'il y a beaucoup de travail à faire pour lutter contre l'ivresse et pour diriger les énergies des indigènes vers des pratiques plus sages. Il apprend la langue, fait beaucoup d’enseignement et devient personnellement populaire. Son nom Rarotongan est Tamate. Il fonde également un journal mensuel et acquiert une grande expérience qui lui sera utile dans ses travaux ultérieurs, mais il ressent un fort besoin de consacrer sa vie à des hommes moins instruits.
En 1877, Chalmers voit son désir de pionnier se réaliser et est envoyé en Nouvelle-Guinée, alors un pays presque inconnu. Lui et sa femme arrivent à Port Moresby le 22 octobre 1877. Au cours des neuf années suivantes, il explore une grande partie du sud de la Nouvelle-Guinée dans des conditions dangereuses et est partout un artisan de la paix. En 1885, Work and Adventure in New Guinea 1877 to 1885, qu'il écrit en collaboration avec W. Wyatt Gill, est publié à Londres. Paraissent ensuite Adventures in New Guinea  (1886) et Pioneering in New Guinea (1887) uniquement par lui. Un congé d'un an en Grande-Bretagne (1886-1887) suscite beaucoup d'intérêt pour son travail.
Après son retour en Nouvelle-Guinée, il entreprend de nombreuses explorations et acquiert une connaissance détaillée d'une grande partie du pays et de ses habitants. Lorsque la Nouvelle-Guinée britannique devient une colonie en 1888, Chalmers et son compagnon missionnaire, le révérend William George Lawes (en), expliquent aux chefs la signification des fonctions exercées. Il a été décidé que la colonie doit être gouvernée dans le meilleur intérêt des indigènes. C'est sans doute en grande partie l'influence des missionnaires qui a rendu illégal à la fois la déportation des indigènes et l'introduction de substances intoxicantes, d'armes à feu et d'explosifs. En 1893, Chalmers explore une partie du fleuve Fly à bord d'une vedette à vapeur, mais trouve les indigènes extrêmement hostiles. Il a un autre congé en 1894-1895 durant lequel il donne de nombreuses conférences en Grande-Bretagne sur la Novelle-Guinée. Il publie également Pioneer Life and Work in New Guinea 1877-1894 (1895), qui contient une quantité considérable de matériel provenant de livres antérieurs. De retour à son travail en 1896, Chalmers est impatient d'explorer davantage le fleuve Fly et s'établit pendant quelque temps à Saguane, au large du delta de la Fly River. Sa dernière station est Daru. En avril 1900, il est rejoint par un jeune missionnaire, Oliver Fellows Tomkins (en) (fils de Daniel Tomkins de Great Yarmouth - une plaque se trouve dans l'Église réformée unie de Princes St à Norwich à la mémoire de Tomkins). Un an plus tard, il est sur un bateau avec Tomkins près de l'île de Goaribari et reçoit la visite d'indigènes qui semblent d'humeur belliqueuse. Chalmers choisit de débarquer et Tomkins insiste pour l'accompagner. Les deux hommes sont assassinés et mangés par les indigènes le 8 avril 1901,.
Un vitrail à la mémoire des deux hommes figure dans la chapelle du collège de Vatorato à Rarotonga. Chalmers est également inclus sur un vitrail de la chapelle de l'Eltham College à Mottingham, en Angleterre.
La première épouse de Chalmers meurt le 20 février 1879. En 1888, il avait épousé Sarah Elizabeth Harrison, une veuve de Retford qui avait été une amie d'enfance de sa première femme. Chalmers a prêché son dernier sermon en Grande-Bretagne à l'église congrégationaliste de Retford. « Lizzie » est décédée en 1900. Il n'y a eu aucun enfant de ces deux mariages.